# 繁花藤山柳
繁花藤山柳（学名：Clematoclethra hemsleyi）为猕猴桃科藤山柳属的植物，是中国的特有植物。分布于中国大陆的湖北、四川等地，生长于海拔1,500米至1,800米的地区，多生在山地密林中，目前尚未由人工引种栽培。

## 异名
- Clematoclethra scandens (Franch.) Maxim. ssp. hemsleyi (Baill.) Y. C. Tang et Q. Y. Xiang